# میرزا علی تپه
میرزا علی تپه مربوط به دوران پیش از تاریخ ایران باستان است و در شهرستان آق قلا، بخش مرکزی، روستای میرزا علی واقع شده و این اثر در تاریخ ۱۰ خرداد ۱۳۸۲ با شمارهٔ ثبت ۸۸۳۳ به‌عنوان یکی از آثار ملی ایران به ثبت رسیده است.